# Amygdaloptera testaria
Amygdaloptera testaria là một loài bướm đêm trong họ Geometridae.